# Concerto per due pianoforti e orchestra (Vaughan Williams)
Il Concerto in do maggiore per due pianoforti e orchestra è un doppio concerto per pianoforte di Ralph Vaughan Williams.
Scrisse il Concerto per pianoforte solista negli anni tra il 1926 e il 1930, che ebbe la sua prima nel 1933 con Adrian Boult. Tuttavia, il pezzo guadagnò la reputazione di essere troppo difficile e impegnativo, così Vaughan Williams rielaborò il lavoro per due pianoforti con l'assistenza di Joseph Cooper. Quest'edizione riveduta debuttò nel 1946 con la London Philharmonic Orchestra diretta da Clarence Raybould, con Cyril Smith e Phyllis Sellick al pianoforte.
Il pezzo è difficile, e le parti di pianoforte sono spesso percussive e dissonanti. È in tre movimenti:
1. Toccata: Allegro moderato
2. Romanza: Lento
3. Fuga cromatica (Allegro), con finale alla tedesca

Il pezzo dura circa 25 minuti.